# Haploplatytes moluccellus
Haploplatytes moluccellus là một loài bướm đêm trong họ Crambidae.